# José Manuel de Ortúzar Ibáñez
José Manuel de Ortúzar Ibáñez, decimocuarto alcalde del municipio de Rancagua (Rancagua, 1762-1832). Hijo de Martín Ortúzar Morales y Josefa Ibáñez Ovalle. Siempre firmó como Manuel de Ortúzar. Contrajo matrimonio con María del Carmen Formas Patiño (1794), al enviudar, tuvo segundas nupcias con Ignacia Castillo y Urízar (1807). Es padre de José Ángel Ortúzar Formas.
Protegió a los desamparados y sirvió el cargo de Intendente de los Hospitales de Santiago. Comprometió sus bienes en el mejoramiento de los asilos hospitalarios del país. Fue cabildante de Rancagua y Alcalde de la ciudad en 1818-1819, recién recuperada la independencia del país, siendo un ferviente o'higginista.
Firmó el Acta de Unión del Pueblo de Chile, acordado por los Plenipotenciarios de la República, en 1823, siendo Diputado por Rancagua. Posteriormente fue Diputado por Santiago (1826) y nuevamente por Rancagua (1828).
| Predecesor: Eugenio de las Cuevas Ramírez | 14º Alcalde de Rancagua 1818 - 1819 | Sucesor: Matías Valenzuela Toro |